# Headstrong (album của Ashley Tisdale)
Headstrong là album đầu tiên của Ashley Tisdale. Album ra mắt 6-6-07 và nhận được rất nhiều lời khen của hội đồng nghệ thuật Mỹ. Mặc dù không có single promo cho Album nhưng Headstrong vẫn nhảy ngay lên thứ 5 Billboard và Headstrong đừng suốt 21 tuần hạng 5 Billboard và cho đến giờ vẫn có mặt tại Billboard.

## Doanh thu
Headstrong ngày đầu ra mắt bán được 64.000 bảng chỉ trong nửa ngày. Album thuộc thể loại Pop-Teen, dễ nghe, dễ thuộc. Headstrong là album rất có ý nghĩa và cũng thành công trong doanh thu. Album bán được 300.000 bảng chỉ trong 1 tuần và đã bán được 900.000 bản. Có lẽ Headstrong là album thành công nhất từ trước đến nay của sao Disney (chỉ sau High School Musical 1, 2, Hannah Montana và album của Hilary Duff). Album này cũng được dân teen download không ngừng nghỉ trên các web trả tiền.

## Track

### CD
| #  | Tên                                              | Length |
| -- | ------------------------------------------------ | ------ |
| 1  | "Intro"                                          | 1:04   |
| 2  | "So Much For You"                                | 3:05   |
| 3  | "He Said She Said"                               | 3:07   |
| 4  | "Be Good to Me" (có sự tham gia của David Jassy) | 3:34   |
| 5  | "Not Like That"                                  | 3:02   |
| 6  | "Unlove You"                                     | 3:28   |
| 7  | "Positivity"                                     | 3:45   |
| 8  | "Love Me for Me"                                 | 3:46   |
| 9  | "Goin' Crazy"                                    | 3:10   |
| 10 | "Over It"                                        | 2:54   |
| 11 | "Don't Touch (The Zoom Song)"                    | 3:12   |
| 12 | "We'll Be Together"                              | 4:00   |
| 13 | "Headstrong"                                     | 3:12   |
| 14 | "Suddenly"                                       | 3:40   |

## There's Something About Ashley
Đây là phiên bản DVD của Headstrong, DVD gồm có 3 video liên kết nhau thành 1 câu chuyện, 3 video đó là 3 single: He Said She Said đang làm mưa làm gió các bảng xếp hạng, Not Like That và Suddenly được fan lẩm nhẩm từ khi Headstrong ra mắt.
Đây là kế sách khôn ngoan của Ashley, khi không cho single ra mắt riêng lẻ như các ca sĩ thường làm. DVD hứa hẹn sẽ đắt khách. Sẽ ra mắt vào 13 tháng 11 năm 2007

### Official singles
| Thông tin |
| --- |
| "Be Good To Me" - Phát hành: 25 tháng 12 năm 2006 - Single: thứ nhất - Sáng tác: Kara DioGuardi, David Jassy, Joacim Persson, Niclas Molinder. - Nhà sản xuất: Twin For Redfly            |
| "He Said She Said" - Phát hành: 17 tháng 9 năm 2007 - Single: thứ nhì - Sáng tác: Jonathan Rotern, Evan "Kidd" Bogart, Ryan "Alias" Tedder - Nhà sản xuất: J. R. Rotem For Beluga Heights |
| "Not Like That" - Phát hành: Tháng 10, 2007 - Single: thứ ba - Sáng tác: Ashley Tisdale, David Jassy, Nicolas Molinder, Pell Ankarberg, Joacum Person - Nhà sản xuất: Twin for Redfly     |
| "Suddenly" - Phát hành: Tháng 11, 2007 - Single: thứ tư - Sáng tác: Ashley Tisdale & Janice Robinson - Nhà sản xuất: Ashley Tisdale & Janice Robinson                                     |

## Bảng xếp hạng
| Bảng Xếp Hạng (2007)         | Vị trí trên BXH | Doanh số | Liên kết |
| ---------------------------- | --------------- | -------- | -------- |
| U.S. Billboard 200           | 5               | 330.000+ | [ 3 ]    |
| United World Chart           | 2               | 943.000+ | [ 5 ]    |
| Brazilian Top 30 CDs Sales   | 1               | 51.000   | [ 6 ]    |
| U.S. Top Internet Albums     | 1               |          | [ 7 ]    |
| Canadian Albums Chart        | 13              | 65.000   | [ 8 ]    |
| Chile Top Albums             | 2               | 6.000    | [ 9 ]    |
| Japanese Oricon Albums Chart | 9               | 19.600   | [ 10 ]   |
| Spanish Albums Chart         | 1               | 13.000+  | [ 11 ]   |
| Ý Top 100 Sales Albums Chart | 4               | 8.000    | [ 12 ]   |
| iTunes Top 100 Albums        | 5               |          |          |
| Mexican Albums Chart         | 5               | 11.300   | [ 13 ]   |
| New Zealand Albums Chart     | 9               |          | [ 14 ]   |
| Top 20 Kids Albums Chart     | 1               |          | [ 15 ]   |
| Venezuela Top 40             | 1               | 27.000   | [ 16 ]   |
| Đài Loan "Books" Chart       | 1               |          |          |
| Đài Loan "G-Music" Chart     | 4               | 5.000    | [ 17 ]   |
| Argentina Top 20             | 8               | 12.000   | [ 18 ]   |
| Australian ARIA Albums Chart | 7               | 10.000+  | [ 19 ]   |

## Thành công nối thành công
Single He Said She Said liên tiếp đứng nhất trên TRL hay Pop 10 của kênh MTV, Ashley trở thành người có Single leo hạng nhanh nhất MTV, He Said She Said mỗi ngày lên 1 bậc và chỉ cần 3 ngày single này đã chễm chệ ở hạng 1, mặc cho Hate that I love you của Rihanna và Ne-Yo hay cả Gimme More của Britney Spears đứng 2, 3, 4..
Ashley sẽ đi tour quảng bá cho Headstrong The Story quanh nước Mỹ.